# Porfirusz (patriarcha Antiochii)
Porfiriusz – 25. patriarcha Antiochii; sprawował urząd w latach 404–412.